# 비전 처리 장치
비전 처리 장치(vision processing unit, VPU)는 (2023년 기준) 마이크로프로세서의 새로운 클래스이다. 이는 머신 비전 작업을 가속화하도록 설계된 특정 유형의 AI 가속기이다.

## 개요
비전 처리 장치는 CNN(합성곱 신경망), SIFT(척도 불변 특징 변환) 등과 같은 머신 비전 알고리즘을 실행하는 데 적합하다는 점에서 비디오 인코딩 및 디코딩에 특화된 그래픽 처리 장치와 다르다.
여기에는 카메라에서 데이터를 가져오는 직접 인터페이스가 포함될 수 있으며(오프칩 버퍼 우회) 매니코어 DSP와 같은 스크래치패드 메모리가 있는 많은 병렬 실행 장치 간의 온칩 데이터 흐름에 더 중점을 둔다. 그러나 비디오 처리 장치와 마찬가지로 이미지 처리를 위해 정밀도가 낮은 고정 소수점 연산에 중점을 둘 수 있다.

## GPU와의 대비
이들은 래스터화 및 텍스처 매핑(3D 그래픽스용)을 위한 특수 하드웨어를 포함하고, 메모리 아키텍처가 오프칩 메모리에서 비트맵 이미지를 조작(랜덤 액세스 패턴으로 텍스처를 읽고 프레임 버퍼를 수정하는 참조 국부성)하는 데 최적화된 GPU와는 다르다. VPU는 와트당 성능에 최적화되어 있으며, GPU는 주로 절대 성능에 중점을 둔다.
대상 시장은 로봇공학, 사물인터넷(IoT), 가상 현실 및 증강 현실용 새로운 종류의 디지털 카메라, 스마트 카메라, 그리고 스마트폰 및 기타 모바일 장치에 머신 비전 가속을 통합하는 것이다.

## 예시
- Movidius Myriad X: 인텔 코퍼레이션의 Myriad VPU 라인에서 세 번째 세대의 비전 처리 장치이다.[3]
- Movidius Myriad 2: Google Project Tango[4], Google Clips 및 DJI 드론에서 사용된다.[5]
- Pixel Visual Core(PVC): 모바일 장치용으로 완전히 프로그래밍 가능한 이미지, 비전 및 AI 프로세서이다.
- 마이크로소프트 홀로렌즈: 카메라 입력을 해석하여 증강 현실 애플리케이션의 환경 추적 및 비전을 가속화하기 위한 홀로그래픽 처리 장치(CPU 및 GPU에 보완적)를 포함한다.[6]
- Eyeriss: MIT에서 설계된 합성곱 신경망 실행을 위한 공간 아키텍처이다.[7]
- NeuFlow: 얀 르쿤이 설계한(FPGA로 구현된) 것으로, 데이터 흐름 아키텍처를 사용하여 합성곱을 가속화한다.
- 모빌아이의 Mobileye EyeQ
- PVA(Programmable Vision Accelerator): 엔비디아가 설계한 7방향 VLIW 비전 프로세서이다.

## 더 넓은 범주
일부 프로세서는 VPU로 설명되지 않지만, 머신 비전 작업에도 동일하게 적용 가능하다. 이들은 더 넓은 범주의 AI 가속기(VPU도 속할 수 있음)를 형성할 수 있지만, 2016년 현재 명칭에 대한 합의는 없다.
- IBM TrueNorth: 비디오/오디오를 포함한 유사한 센서 데이터 패턴 인식 및 인텔리전스 작업을 목표로 하는 신경형태 프로세서이다.
- 퀄컴 제로스 신경 처리 장치: 새로운 센서/AI 지향 칩 클래스의 또 다른 항목이다.[8]
- 인텔 메테오레이크 프로세서의 모든 모델에는 컴퓨터 비전 및 딥러닝을 위한 추론을 가속화하는 다용도 프로세서 장치 (VPU)가 내장되어 있다.[9]

## 같이 보기
- 셀 (마이크로프로세서)
- 코프로세서
- 그래픽 처리 장치
- 시스템 온 칩
- OpenCL
- 물리 처리 장치
- 텐서 처리 장치